# 上塔悠
上塔悠，是臺北市的一個地名，位於今松山區東北部，包含莊敬里除西北端以外大部分、精忠里東半部、三民里北端、富錦里北端，即臺北松山機場東半部及鄰近區域。
本區有相當大的部分位於松山機場的管制區，鄰近區域之開發亦受其限制。

## 歷史

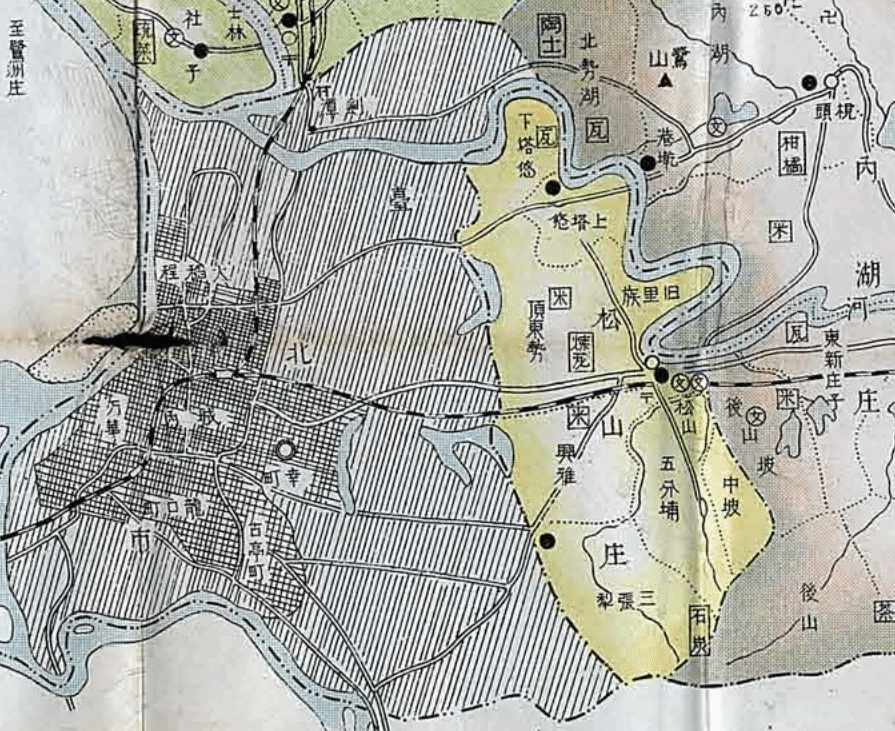
隸屬臺北州七星郡松山庄的上塔悠大字（1932年七星郡管內圖）

「塔悠」一名來自原住民凱達格蘭族（巴賽族）部落塔塔悠社（Catayo）之名，意為「髮飾」。台灣清治末期至日治前期，上塔悠地區為一街庄，稱為「上塔悠庄」，隸屬於大加蚋堡。該庄北及東隔基隆河與芝蘭一堡的北勢湖庄、內湖庄、里族庄為鄰，南邊為同堡的里族庄，西南邊為東勢庄，西北邊為下塔悠庄。
1901年（日治明治三十四年）11月，該庄為臺北廳直轄，隸屬於第三區。1906年（明治三十九年）1月，該庄改隸於錫口支廳「錫口區」。1920年（大正九年）10月，上塔悠庄改制為「上塔悠」大字，隸屬於臺北州七星郡松山庄。1938年（昭和十三年）4月，松山庄併入州轄臺北市。
戰後臺北市改制為省轄市。1946年2月臺北市劃分為10個區，上塔悠地區隸屬於松山區，劃為永泰里。1968年7月臺北市改制為院轄市。1974年增劃莊敬里。1990年3月，臺北市各區重劃，該地區仍屬於松山區。

## 交通
臺北捷運未經過上塔悠地區，但文湖線松山機場站距離本區不遠。鄰近居民可由此等路線及相關路網快速前往大台北地區各地，或在台北車站轉搭高鐵、台鐵或客運前往全台各地。

## 學校
- 三民國小
- 民權國小（部分）